# 喬爾·多梅特
喬爾·多梅特（英語：Joel Dommett；1985年6月8日—）是英國的一位喜劇演員和演員。他出演過的主要電視節目包括Skins、Live in Chelsea、Impractical Jokers UK和我是個名人...帶我離開這！。多梅特出生在羅克漢普頓，在19歲時搬到倫敦。

## 外部連結
- Chortle profile page and tour dates（页面存档备份，存于）
- Digital Spy interview（页面存档备份，存于）
- BBC Impractical Jokers profile（页面存档备份，存于）